# Karel deLeeuw
Karel deLeeuw, ou de Leeuw (Chicago, 20 de fevereiro de 1930 – 18 de agosto de 1978), foi um matemático estadunidense, especialista em análise harmônica e análise funcional. Foi professor da Universidade Stanford.

## Formação e carreira
Nascido em Chicago, estudou no Instituto de Tecnologia de Illinois e na Universidade de Chicago, obtendo um B.S. em 1950. Permaneceu em Chicago, onde obteve um M.S. em matemática em 1951, seguindo depois para a Universidade de Princeton, onde obteve um Ph.D. em 1954. Sua tese, "The relative cohomology structure of formations", foi orientada por Emil Artin.
Após lecionar matemática no Dartmouth College e na Universidade de Wisconsin-Madison, ingressou na faculdade da Universidade Stanford em 1957, tornando-se professor titular em 1966. Durante os períodos sabáticos e de ausência, também passou algum tempo no Instituto de Estudos Avançados de Princeton e no Churchill College. Foi membro do Conselho da American Mathematical Society.

## Morte e legado
DeLeeuw foi assassinado por Theodore Streleski, um estudante de doutorado em Stanford, a quem orientou brevemente. A viúva de DeLeeuw, Sita deLeeuw, criticou a cobertura da mídia sobre o crime, dizendo: "Os meios de comunicação, em seu desejo de dar um fórum a Streleski, tornam-se cúmplices do assassinato - dando a Streleski o que ele queria em primeiro lugar".
Uma série de palestras memoriais foi estabelecida em 1978 pelo Departamento de Matemática de Stanford para honrar a memória de deLeeuw.

## Publicações selecionadas
- deLeeuw, Karel (1966). «Calculus». Harcourt, Brace[7]
- Rudin, Walter; de Leeuw, Karel (1958). «Extreme points and extremum problems in H1». Pacific Journal of Mathematics. 8 (3): 467–485. doi:10.2140/pjm.1958.8.467
- de Leeuw, Karel (1965). «On Lp multipliers». The Annals of Mathematics, Vol. 81, No. 2. Annals of Mathematics. Second Series. 81 (2): 364–379. JSTOR 1970621. doi:10.2307/1970621
- de Leeuw, Karel (1975). «An harmonic analysis for operators. I. Formal properties». Illinois J. Math. 19 (4): 593–606. ISSN 0019-2082
- de Leeuw, Karel (1977). «An harmonic analysis for operators. II. Operators on Hilbert space and analytic operators». Illinois J. Math. 21 (1): 164–175. ISSN 0019-2082
- de Leeuw, Karel; Yitzhak Katznelson; Jean-Pierre Kahane (1977). «Sur les coefficients de Fourier des fonctions continues». Comptes Rendus de l'Académie des Sciences, Série A et B. 285 (16): A1001–A1003. ISSN 0997-4482